# ريكاردو مونريال
ريكاردو مونريال (بالإسبانية: Ricardo Monreal)‏ هو محامي وسياسي مكسيكي، ولد في 19 سبتمبر 1960 في زاكاتيكاس في المكسيك. حزبياً، نشط في حزب الثورة الديمقراطية والحزب الثوري المؤسساتي. وقد انتخب عضو مجلس الشيوخ من المكسيك وانتخب عضو مجلس النواب المكسيك وانتخب Governor of Zacatecas ‏.